# Европско првенство у рукомету за жене 2022.
Европско првенство у рукомету за жене 2022. је петнаесто издање овог такмичење. Одржало се у Црној Гори, Северној Македонији и Словенији. Титулу шампиона је бранила репрезентација Норвешке. Првенство је померено месец дана унапред како се не би поклапало са Светским првенством у фудбалу 2022.
Титулу је по девети пут освојила репрезентација Норвешке победивши Данску у финалу. Бронзану медаљу је освојила репрезентација Црне Горе победном над репрезентацијом Француске. Три прво пласиране екипе су се квалификовале за Светско првенство 2023. док се Норвешка као победник пласирала и на Олимпијске игре 2024. године.

## Дворане
| Словенија         | Словенија        | Црна Гора              | Северна Македонија               |
| ----------------- | ---------------- | ---------------------- | -------------------------------- |
| Љубљана           | Цеље             | Подгорица              | Скопље                           |
| Арена Стожице     | Дворана Златорог | Спортски центар Морача | Спортски центар Борис Трајковски |
| Капацитет: 12.480 | Капацитет: 5.191 | Капацитет: 5.000       | Капацитет: 6.000                 |
|                   |                  |                        |                                  |
| ЉубљанаЦеље       | ЉубљанаЦеље      | Подгорица              | Скопље                           |

## Квалификације
| Држава             | Квалификовани као                                 | Датум квалификације |
| ------------------ | ------------------------------------------------- | ------------------- |
| Словенија          | Домаћин                                           | 2. јун 2018.        |
| Северна Македонија | Домаћин                                           | 2. јун 2018.        |
| Црна Гора          | Домаћин                                           | 2. јун 2018.        |
| Норвешка           | Првак 2020.                                       | 2. децембар 2020.   |
| Холандија          | Квалификације - Група 3 - две првопласиране екипе | 4. март 2022.       |
| Пољска             | Квалификације - Група 1 - две првопласиране екипе | 4. март 2022.       |
| Данска             | Квалификације - Група 2 - две првопласиране екипе | 5. март 2022.       |
| Швајцарска         | Квалификације - Група 1 - две првопласиране екипе | 6. март 2022.       |
| Француска          | Квалификације - Група 4 - две првопласиране екипе | 6. март 2022.       |
| Шведска            | Квалификације - Група 6 - две првопласиране екипе | 20. април 2022.     |
| Немачка            | Квалификације - Група 3 - две првопласиране екипе | 21. април 2022.     |
| Шпанија            | Квалификације - Група 5 - две првопласиране екипе | 21. април 2022.     |
| Мађарска           | Квалификације - Група 5 - две првопласиране екипе | 21. април 2022.     |
| Србија             | Квалификације - Група 6 - две првопласиране екипе | 23. април 2022.     |
| Румунија           | Квалификације - Група 2 - две првопласиране екипе | 24. април 2022.     |
| Хрватска           | Квалификације - Група 4 - две првопласиране екипе | 24. април 2022.     |

## Жреб
Жреб је обављен 28. априла 2022. године у Љубљани.

### Носиоци
| Шешир 1                                  | Шешир 2                                      | Шешир 3                                               | Шешир 4                                    |
| ---------------------------------------- | -------------------------------------------- | ----------------------------------------------------- | ------------------------------------------ |
| - Норвешка - Француска - Данска - Пољска | - Холандија - Црна Гора - Мађарска - Шведска | - Словенија - Северна Македонија - Хрватска - Немачка | - Шпанија - Румунија - Србија - Швајцарска |

## Групна фаза

### Група А
| 4. новембар 2022. 18:00 | Мађарска  | 33 : 28   | Швајцарска | Арена Стожице, Љубљана Гледалаца: 1.168 Судије: Вујачић, Кажанегра |
| 4. новембар 2022. 18:00 | Клујбер 9 | (12 : 14) | Шмид 6     | Арена Стожице, Љубљана Гледалаца: 1.168 Судије: Вујачић, Кажанегра |
| 4. новембар 2022. 18:00 | 3×        | Детаљи    | 3×         | Арена Стожице, Љубљана Гледалаца: 1.168 Судије: Вујачић, Кажанегра |

| 4. новембар 2022. 20:30 | Норвешка | 32 : 23   | Хрватска  | Арена Стожице, Љубљана Гледалаца: 1.179 Судије: Дупли, Победрина |
| 4. новембар 2022. 20:30 | Мерк 8   | (16 : 14) | Посавец 4 | Арена Стожице, Љубљана Гледалаца: 1.179 Судије: Дупли, Победрина |
| 4. новембар 2022. 20:30 | 5×       | Детаљи    | 2× 1×     | Арена Стожице, Љубљана Гледалаца: 1.179 Судије: Дупли, Победрина |

| 6. новембар 2022. 18:00 | Хрватска   | 21 : 18  | Мађарска    | Арена Стожице, Љубљана Гледалаца: 1.424 Судије: Мерц, Кутлер |
| 6. новембар 2022. 18:00 | Блажевић 9 | (10 : 7) | Ћер-Лукач 4 | Арена Стожице, Љубљана Гледалаца: 1.424 Судије: Мерц, Кутлер |
| 6. новембар 2022. 18:00 | 5× 2×      | Детаљи   | 1× 2×       | Арена Стожице, Љубљана Гледалаца: 1.424 Судије: Мерц, Кутлер |

| 6. новембар 2022. 20:30 | Швајцарска | 21 : 38 | Норвешка  | Арена Стожице, Љубљана Гледалаца: 1.123 Судије: М. Са, В. Са |
| 6. новембар 2022. 20:30 | Еменегер 5 | (1.123) | Офтедал 6 | Арена Стожице, Љубљана Гледалаца: 1.123 Судије: М. Са, В. Са |
| 6. новембар 2022. 20:30 | 1×         | Детаљи  | 2×        | Арена Стожице, Љубљана Гледалаца: 1.123 Судије: М. Са, В. Са |

| 8. новембар 2022. 18:00 | Хрватска  | 26 : 26   | Швајцарска | Арена Стожице, Љубљана Гледалаца: 1.088 Судије: Алварез, Бустаманте |
| 8. новембар 2022. 18:00 | Јапунџа 6 | (14 : 12) | Еменегер 7 | Арена Стожице, Љубљана Гледалаца: 1.088 Судије: Алварез, Бустаманте |
| 8. новембар 2022. 18:00 | 5×        | Детаљи    | 2× 1×      | Арена Стожице, Љубљана Гледалаца: 1.088 Судије: Алварез, Бустаманте |

| 8. новембар 2022. 20:30 | Норвешка  | 33 : 22   | Мађарска  | Арена Стожице, Љубљана Гледалаца: 1.088 Судије: Металари, Николовски |
| 8. новембар 2022. 20:30 | Ингштад 8 | (14 : 12) | Клујбер 6 | Арена Стожице, Љубљана Гледалаца: 1.088 Судије: Металари, Николовски |
| 8. новембар 2022. 20:30 | 4×        | Детаљи    | 4×        | Арена Стожице, Љубљана Гледалаца: 1.088 Судије: Металари, Николовски |

|    | Репрезентација | Ут. | Поб. | Н. | Пор. | Пос. | При. | Гр. | Бод. |
| -- | -------------- | --- | ---- | -- | ---- | ---- | ---- | --- | ---- |
| 1. | Норвешка       | 3   | 3    | 0  | 0    | 102  | 66   | +36 | 6    |
| 2. | Хрватска       | 3   | 1    | 1  | 1    | 70   | 76   | -6  | 3    |
| 3. | Мађарска       | 3   | 1    | 0  | 2    | 73   | 81   | -8  | 2    |
| 4. | Швајцарска     | 3   | 0    | 1  | 2    | 75   | 97   | -22 | 1    |

### Група Б
| 4. новембар 2022. 18:00 | Данска      | 26 : 28   | Словенија | Дворана Златорог, Цеље Судије: Алварез, Бустаманте |
| 4. новембар 2022. 18:00 | Естергард 7 | (15 : 14) | Грос 8    | Дворана Златорог, Цеље Судије: Алварез, Бустаманте |
| 4. новембар 2022. 18:00 | 5× 1×       | Детаљи    | 4×        | Дворана Златорог, Цеље Судије: Алварез, Бустаманте |

| 4. новембар 2022. 20:30 | Шведска  | 27 : 21  | Србија     | Дворана Златорог, Цеље Гледалаца: 2.878 Судије: М. Са ,В. Са |
| 4. новембар 2022. 20:30 | Хагман 9 | (14 : 9) | Стаменић 6 | Дворана Златорог, Цеље Гледалаца: 2.878 Судије: М. Са ,В. Са |
| 4. новембар 2022. 20:30 | 5×       | Детаљи   | 1×         | Дворана Златорог, Цеље Гледалаца: 2.878 Судије: М. Са ,В. Са |

| 6. новембар 2022. 18:00 | Словенија | 22 : 33   | Шведска  | Дворана Златорог, Цеље Гледалаца: 3.137 Судије: Металари, Николовски |
| 6. новембар 2022. 18:00 | Грос 5    | (13 : 14) | Хагман 9 | Дворана Златорог, Цеље Гледалаца: 3.137 Судије: Металари, Николовски |
| 6. новембар 2022. 18:00 | 2×        | Детаљи    | 2×       | Дворана Златорог, Цеље Гледалаца: 3.137 Судије: Металари, Николовски |

| 6. новембар 2022. 20:30 | Србија       | 21 : 34   | Данска          | Дворана Златорог, Цеље Гледалаца: 3.137 Судије: Дупли, Победрина |
| 6. новембар 2022. 20:30 | Стоиљковић 6 | (11 : 18) | 3 играчице по 4 | Дворана Златорог, Цеље Гледалаца: 3.137 Судије: Дупли, Победрина |
| 6. новембар 2022. 20:30 | 3×           | Детаљи    | 6× 1×           | Дворана Златорог, Цеље Гледалаца: 3.137 Судије: Дупли, Победрина |

| 8. новембар 2022. 18:00 | Словенија | 27 : 24   | Србија         | Дворана Златорог, Цеље Гледалаца: 3.027 Судије: Мерц, Кутлер |
| 8. новембар 2022. 18:00 | Омореги 6 | (13 : 15) | Радосављевић 6 | Дворана Златорог, Цеље Гледалаца: 3.027 Судије: Мерц, Кутлер |
| 8. новембар 2022. 18:00 | 6× 1×     | Детаљи    | 3× 2×          | Дворана Златорог, Цеље Гледалаца: 3.027 Судије: Мерц, Кутлер |

| 8. новембар 2022. 20:30 | Данска | 25 : 23  | Шведска  | Дворана Златорог, Цеље Гледалаца: 3.027 Судије: Вујачић, Кажанегра |
| 8. новембар 2022. 20:30 | Фрис 9 | (13 : 5) | Акснер 9 | Дворана Златорог, Цеље Гледалаца: 3.027 Судије: Вујачић, Кажанегра |
| 8. новембар 2022. 20:30 | 3×     | Детаљи   | 2× 1×    | Дворана Златорог, Цеље Гледалаца: 3.027 Судије: Вујачић, Кажанегра |

|    | Репрезентација | Ут. | Поб. | Н. | Пор. | Пос. | При. | Гр. | Бод. |
| -- | -------------- | --- | ---- | -- | ---- | ---- | ---- | --- | ---- |
| 1. | Шведска        | 3   | 2    | 0  | 1    | 83   | 68   | +15 | 4    |
| 2. | Данска         | 3   | 2    | 0  | 1    | 85   | 72   | +13 | 4    |
| 3. | Словенија      | 3   | 2    | 0  | 1    | 77   | 83   | -6  | 4    |
| 4. | Србија         | 3   | 0    | 0  | 3    | 66   | 88   | -22 | 0    |

### Група Ц
| 5. новембар 2022. 18:00 | Француска | 24 : 14  | Северна Македонија | Спортски центар Борис Трајковски, Скопље Гледалаца: 2.809 Судије: Праштало, Балван |
| 5. новембар 2022. 18:00 | Ласурс 4  | (12 : 5) | Јанеска 5          | Спортски центар Борис Трајковски, Скопље Гледалаца: 2.809 Судије: Праштало, Балван |
| 5. новембар 2022. 18:00 | 3×        | Детаљи   | 4× 1×              | Спортски центар Борис Трајковски, Скопље Гледалаца: 2.809 Судије: Праштало, Балван |

| 5. новембар 2022. 20:30 | Холандија        | 29 : 28   | Румунија       | Спортски центар Борис Трајковски, Скопље Гледалаца: 2.809 Судије: Брасет, Сундет |
| 5. новембар 2022. 20:30 | Ван дер Хајден 7 | (14 : 12) | 3 играчице по5 | Спортски центар Борис Трајковски, Скопље Гледалаца: 2.809 Судије: Брасет, Сундет |
| 5. новембар 2022. 20:30 | 4× 2×            | Детаљи    | 2× 1×          | Спортски центар Борис Трајковски, Скопље Гледалаца: 2.809 Судије: Брасет, Сундет |

| 7. новембар 2022. 18:00 | Северна Македонија | 15 : 30  | Холандија | Спортски центар Борис Трајковски, Скопље Гледалаца: 2.471 Судије: Врањеп, Венингер |
| 7. новембар 2022. 18:00 | Ристовска 4        | (9 : 17) | Смитс 7   | Спортски центар Борис Трајковски, Скопље Гледалаца: 2.471 Судије: Врањеп, Венингер |
| 7. новембар 2022. 18:00 | 5× 1×              | Детаљи   | 5× 2×     | Спортски центар Борис Трајковски, Скопље Гледалаца: 2.471 Судије: Врањеп, Венингер |

| 7. новембар 2022. 20:30 | Румунија        | 21 : 35   | Француска | Спортски центар Борис Трајковски, Скопље Гледалаца: 2.471 Судије: Бацковић, Палачковић |
| 7. новембар 2022. 20:30 | Грозав, Неагу 5 | (11 : 17) | Минко 6   | Спортски центар Борис Трајковски, Скопље Гледалаца: 2.471 Судије: Бацковић, Палачковић |
| 7. новембар 2022. 20:30 | 2× 1×           | Детаљи    | 4× 1×     | Спортски центар Борис Трајковски, Скопље Гледалаца: 2.471 Судије: Бацковић, Палачковић |

| 9. новембар 2022. 18:00 | Северна Македонија | 23 : 31   | Румунија | Спортски центар Борис Трајковски, Скопље Гледалаца: 2.389 Судије: Антић, Јаковљевић |
| 9. новембар 2022. 18:00 | Дабевска 7         | (12 : 13) | Неагу 10 | Спортски центар Борис Трајковски, Скопље Гледалаца: 2.389 Судије: Антић, Јаковљевић |
| 9. новембар 2022. 18:00 | 2× 1×              | Детаљи    | 6×       | Спортски центар Борис Трајковски, Скопље Гледалаца: 2.389 Судије: Антић, Јаковљевић |

| 9. новембар 2022. 20:30 | Француска     | 26 : 24   | Холандија   | Спортски центар Борис Трајковски, Скопље Гледалаца: 2.389 Судије: И. Ковалчјук, А. Ковалчјук |
| 9. новембар 2022. 20:30 | Фопа, Минке 4 | (14 : 12) | Малештајн 9 | Спортски центар Борис Трајковски, Скопље Гледалаца: 2.389 Судије: И. Ковалчјук, А. Ковалчјук |
| 9. новембар 2022. 20:30 | 3× 1×         | Детаљи    | 2× 1×       | Спортски центар Борис Трајковски, Скопље Гледалаца: 2.389 Судије: И. Ковалчјук, А. Ковалчјук |

|    | Репрезентација     | Ут. | Поб. | Н. | Пор. | Пос. | При. | Гр. | Бод. |
| -- | ------------------ | --- | ---- | -- | ---- | ---- | ---- | --- | ---- |
| 1. | Француска          | 3   | 3    | 0  | 0    | 85   | 59   | +26 | 6    |
| 2. | Холандија          | 3   | 2    | 0  | 1    | 83   | 69   | +14 | 4    |
| 3. | Румунија           | 3   | 1    | 0  | 2    | 80   | 87   | -7  | 2    |
| 4. | Северна Македонија | 3   | 0    | 0  | 3    | 52   | 85   | -33 | 0    |

### Група Д
| 5. новембар 2022. 18:00 | Црна Гора             | 30 : 23  | Шпанија  | Спортски центар Морача, Подгорица Гледалаца: 3.019 Судије: Вранеш, Венигер |
| 5. новембар 2022. 18:00 | Јауковић, Радичевић 5 | (12 : 9) | Кабрал 5 | Спортски центар Морача, Подгорица Гледалаца: 3.019 Судије: Вранеш, Венигер |
| 5. новембар 2022. 18:00 | 4×                    | Детаљи   | 3× 1×    | Спортски центар Морача, Подгорица Гледалаца: 3.019 Судије: Вранеш, Венигер |

| 5. новембар 2022. 20:30 | Пољска   | 23 : 25   | Немачка    | Спортски центар Морача, Подгорица Гледалаца: 3.019 Судије: Антић, Јаковљевић |
| 5. новембар 2022. 20:30 | Балсам 5 | (12 : 11) | Гријселс 8 | Спортски центар Морача, Подгорица Гледалаца: 3.019 Судије: Антић, Јаковљевић |
| 5. новембар 2022. 20:30 | 5× 1×    | Детаљи    | 2× 1×      | Спортски центар Морача, Подгорица Гледалаца: 3.019 Судије: Антић, Јаковљевић |

| 7. новембар 2022. 18:00 | Немачка          | 25 : 29   | Црна Гора  | Спортски центар Морача, Подгорица Гледалаца: 3.406 Судије: И. Ковалчјук, А. Ковалчјук |
| 7. новембар 2022. 18:00 | Белк, Гријселс 7 | (12 : 15) | Јауковић 9 | Спортски центар Морача, Подгорица Гледалаца: 3.406 Судије: И. Ковалчјук, А. Ковалчјук |
| 7. новембар 2022. 18:00 | 5× 1×            | Детаљи    | 2×         | Спортски центар Морача, Подгорица Гледалаца: 3.406 Судије: И. Ковалчјук, А. Ковалчјук |

| 7. новембар 2022. 20:30 | Шпанија  | 21 : 22   | Пољска       | Спортски центар Морача, Подгорица Гледалаца: 3.406 Судије: Праштало, Балван |
| 7. новембар 2022. 20:30 | Кабрал 7 | (12 : 12) | Кобилињска 5 | Спортски центар Морача, Подгорица Гледалаца: 3.406 Судије: Праштало, Балван |
| 7. новембар 2022. 20:30 | 4×       | Детаљи    | 4× 1×        | Спортски центар Морача, Подгорица Гледалаца: 3.406 Судије: Праштало, Балван |

| 9. новембар 2022. 18:00 | Пољска       | 23 : 26   | Црна Гора    | Спортски центар Морача, Подгорица Гледалаца: 4.317 Судије: Бацковић, Палачковић |
| 9. новембар 2022. 18:00 | Кобилињска 6 | (12 : 12) | Радичевић 12 | Спортски центар Морача, Подгорица Гледалаца: 4.317 Судије: Бацковић, Палачковић |
| 9. новембар 2022. 18:00 | 4×           | Детаљи    | 2×           | Спортски центар Морача, Подгорица Гледалаца: 4.317 Судије: Бацковић, Палачковић |

| 9. новембар 2022. 20:30 | Немачка    | 21 : 23   | Шпанија  | Спортски центар Морача, Подгорица Гледалаца: 4.317 Судије: Брасет, Сундет |
| 9. новембар 2022. 20:30 | Гријселс 6 | (10 : 11) | Кампос 6 | Спортски центар Морача, Подгорица Гледалаца: 4.317 Судије: Брасет, Сундет |
| 9. новембар 2022. 20:30 | 3×         | Детаљи    | 3× 1×    | Спортски центар Морача, Подгорица Гледалаца: 4.317 Судије: Брасет, Сундет |

|    | Репрезентација | Ут. | Поб. | Н. | Пор. | Пос. | При. | Гр. | Бод. |
| -- | -------------- | --- | ---- | -- | ---- | ---- | ---- | --- | ---- |
| 1. | Црна Гора      | 3   | 3    | 0  | 0    | 85   | 71   | +14 | 6    |
| 2. | Шпанија        | 3   | 1    | 0  | 2    | 67   | 73   | -6  | 2    |
| 3. | Немачка        | 3   | 1    | 0  | 2    | 71   | 75   | -4  | 2    |
| 4. | Пољска         | 3   | 1    | 0  | 2    | 68   | 72   | -4  | 2    |

## Друга фаза

### Група 1
| 10. новембар 2022. 18:00 | Хрватска   | 18 : 26   | Словенија | Арена Стожице, Љубљана Гледалаца: 4.126 Судије: Металари, Николовски |
| 10. новембар 2022. 18:00 | Блажевић 5 | (12 : 13) | Грос 7    | Арена Стожице, Љубљана Гледалаца: 4.126 Судије: Металари, Николовски |
| 10. новембар 2022. 18:00 | 2× 1×      | Детаљи    | 2×        | Арена Стожице, Љубљана Гледалаца: 4.126 Судије: Металари, Николовски |

| 10. новембар 2022. 20:30 | Мађарска  | 27 : 29   | Данска | Арена Стожице, Љубљана Гледалаца: 4.126 Судије: М. Са, В. Са |
| 10. новембар 2022. 20:30 | Клујбер 8 | (12 : 14) | Фрис 7 | Арена Стожице, Љубљана Гледалаца: 4.126 Судије: М. Са, В. Са |
| 10. новембар 2022. 20:30 | 3×        | Детаљи    | 2×     | Арена Стожице, Љубљана Гледалаца: 4.126 Судије: М. Са, В. Са |

| 12. новембар 2022. 18:00 | Хрватска   | 17 : 26  | Данска      | Арена Стожице, Љубљана Гледалаца: 1.323 Судије: Мерц, Кутлер |
| 12. новембар 2022. 18:00 | Павловић 6 | (8 : 14) | Јергенсен 5 | Арена Стожице, Љубљана Гледалаца: 1.323 Судије: Мерц, Кутлер |
| 12. новембар 2022. 18:00 | 2×         | Детаљи   | 4×          | Арена Стожице, Љубљана Гледалаца: 1.323 Судије: Мерц, Кутлер |

| 12. новембар 2022. 20:30 | Норвешка  | 27 : 25   | Шведска   | Арена Стожице, Љубљана Гледалаца: 1.323 Судије: Алварез, Бустаманте |
| 12. новембар 2022. 20:30 | Реиштад 7 | (13 : 13) | Карлсон 9 | Арена Стожице, Љубљана Гледалаца: 1.323 Судије: Алварез, Бустаманте |
| 12. новембар 2022. 20:30 | 3×        | Детаљи    | 4× 1×     | Арена Стожице, Љубљана Гледалаца: 1.323 Судије: Алварез, Бустаманте |

| 14. новембар 2022. 18:00 | Норвешка   | 26 : 23   | Словенија | Арена Стожице, Љубљана Гледалаца: 5.648 Судије: Праштало, Балван |
| 14. новембар 2022. 18:00 | Реиштад 10 | (16 : 15) | Грос 5    | Арена Стожице, Љубљана Гледалаца: 5.648 Судије: Праштало, Балван |
| 14. новембар 2022. 18:00 | 2×         | Детаљи    | 4× 1×     | Арена Стожице, Љубљана Гледалаца: 5.648 Судије: Праштало, Балван |

| 14. новембар 2022. 20:30 | Мађарска  | 25 : 30   | Шведска   | Арена Стожице, Љубљана Гледалаца: 5.648 Судије: Вујачић, Кажанегра |
| 14. новембар 2022. 20:30 | Клујбер 6 | (15 : 18) | Робертс 9 | Арена Стожице, Љубљана Гледалаца: 5.648 Судије: Вујачић, Кажанегра |
| 14. новембар 2022. 20:30 | 3× 1×     | Детаљи    | 1×        | Арена Стожице, Љубљана Гледалаца: 5.648 Судије: Вујачић, Кажанегра |

| 16. новембар 2022. 15:30 | Мађарска  | 29 : 25   | Словенија | Арена Стожице, Љубљана Гледалаца: 4.263 Судије: Мерц, Кутлер |
| 16. новембар 2022. 15:30 | Клујбер 9 | (14 : 14) | Грос 6    | Арена Стожице, Љубљана Гледалаца: 4.263 Судије: Мерц, Кутлер |
| 16. новембар 2022. 15:30 | 2×        | Детаљи    | 3× 1×     | Арена Стожице, Љубљана Гледалаца: 4.263 Судије: Мерц, Кутлер |

| 16. новембар 2022. 18:00 | Хрватска | 27 : 31   | Шведска  | Арена Стожице, Љубљана Гледалаца: 4.263 Судије: М. Са, В. Са |
| 16. новембар 2022. 18:00 | Петика 6 | (11 : 17) | Хагман 8 | Арена Стожице, Љубљана Гледалаца: 4.263 Судије: М. Са, В. Са |
| 16. новембар 2022. 18:00 | 2×       | Детаљи    | 2×       | Арена Стожице, Љубљана Гледалаца: 4.263 Судије: М. Са, В. Са |

| 16. новембар 2022. 20:30 | Норвешка | 29 : 31   | Данска   | Арена Стожице, Љубљана Гледалаца: 4.263 Судије: Металари, Николовски |
| 16. новембар 2022. 20:30 | Мерк 8   | (13 : 12) | Хансен 7 | Арена Стожице, Љубљана Гледалаца: 4.263 Судије: Металари, Николовски |
| 16. новембар 2022. 20:30 | 2× 1×    | Детаљи    | 3×       | Арена Стожице, Љубљана Гледалаца: 4.263 Судије: Металари, Николовски |

|    | Репрезентација | Ут. | Поб. | Н. | Пор. | Пос. | При. | Гр. | Бод. |
| -- | -------------- | --- | ---- | -- | ---- | ---- | ---- | --- | ---- |
| 1. | Данска         | 5   | 4    | 0  | 1    | 137  | 124  | +13 | 8    |
| 2. | Норвешка       | 5   | 4    | 0  | 1    | 146  | 124  | +22 | 8    |
| 3. | Шведска        | 5   | 3    | 0  | 2    | 142  | 126  | +16 | 6    |
| 4. | Словенија      | 5   | 2    | 0  | 3    | 124  | 132  | -8  | 4    |
| 5. | Хрватска       | 5   | 1    | 0  | 4    | 106  | 133  | -27 | 2    |
| 6. | Мађарска       | 5   | 1    | 0  | 4    | 121  | 137  | -16 | 2    |

### Група 2
| 11. новембар 2022. 18:00 | Холандија   | 28 : 36   | Немачка    | Спортски центар Борис Трајковски, Скопље Гледалаца: 389 Судије: Антић, Јаковљевић |
| 11. новембар 2022. 18:00 | Малештајн 8 | (13 : 17) | Гријселс 8 | Спортски центар Борис Трајковски, Скопље Гледалаца: 389 Судије: Антић, Јаковљевић |
| 11. новембар 2022. 18:00 | 4×          | Детаљи    | 7×         | Спортски центар Борис Трајковски, Скопље Гледалаца: 389 Судије: Антић, Јаковљевић |

| 11. новембар 2022. 20:30 | Румунија | 28 : 27   | Шпанија           | Спортски центар Борис Трајковски, Скопље Гледалаца: 389 Судије: Бацковић, Палачковић |
| 11. новембар 2022. 20:30 | Пинтеа 7 | (12 : 11) | Ортега, Бермехо 4 | Спортски центар Борис Трајковски, Скопље Гледалаца: 389 Судије: Бацковић, Палачковић |
| 11. новембар 2022. 20:30 | 3× 1×    | Детаљи    | 2× 1×             | Спортски центар Борис Трајковски, Скопље Гледалаца: 389 Судије: Бацковић, Палачковић |

| 13. новембар 2022. 18:00 | Холандија        | 29 : 29   | Шпанија            | Спортски центар Борис Трајковски, Скопље Гледалаца: 973 Судије: Дупли, Победрина |
| 13. новембар 2022. 18:00 | Фрерикс, Смитс 6 | (15 : 17) | Кабрал, Валдивиа 4 | Спортски центар Борис Трајковски, Скопље Гледалаца: 973 Судије: Дупли, Победрина |
| 13. новембар 2022. 18:00 | 3×               | Детаљи    | 3×                 | Спортски центар Борис Трајковски, Скопље Гледалаца: 973 Судије: Дупли, Победрина |

| 13. новембар 2022. 20:30 | Француска | 27 : 19  | Црна Гора   | Спортски центар Борис Трајковски, Скопље Гледалаца: 973 Судије: Брасет, Сундет |
| 13. новембар 2022. 20:30 | Фопа 6    | (12 : 9) | Радичевић 6 | Спортски центар Борис Трајковски, Скопље Гледалаца: 973 Судије: Брасет, Сундет |
| 13. новембар 2022. 20:30 | 3×        | Детаљи   | 1×          | Спортски центар Борис Трајковски, Скопље Гледалаца: 973 Судије: Брасет, Сундет |

| 15. новембар 2022. 18:00 | Румунија | 34 : 35   | Црна Гора          | Спортски центар Борис Трајковски, Скопље Гледалаца: 924 Судије: Врањеш, Венингер |
| 15. новембар 2022. 18:00 | Неагу 9  | (18 : 18) | Грбић, Радичевић 8 | Спортски центар Борис Трајковски, Скопље Гледалаца: 924 Судије: Врањеш, Венингер |
| 15. новембар 2022. 18:00 | 6× 1×    | Детаљи    | 3×                 | Спортски центар Борис Трајковски, Скопље Гледалаца: 924 Судије: Врањеш, Венингер |

| 15. новембар 2022. 20:30 | Француска | 29 : 21  | Немачка    | Спортски центар Борис Трајковски, Скопље Гледалаца: 924 Судије: А. Ковалкјук, И. Ковалкјкук |
| 15. новембар 2022. 20:30 | Канор 5   | (13 : 9) | Гријселс 7 | Спортски центар Борис Трајковски, Скопље Гледалаца: 924 Судије: А. Ковалкјук, И. Ковалкјкук |
| 15. новембар 2022. 20:30 | 4× 1×     | Детаљи   | 1×         | Спортски центар Борис Трајковски, Скопље Гледалаца: 924 Судије: А. Ковалкјук, И. Ковалкјкук |

| 16. новембар 2022. 15:30 | Румунија | 28 : 32   | Немачка       | Спортски центар Борис Трајковски, Скопље Гледалаца: 770 Судије: Дупли, Победрина |
| 16. новембар 2022. 15:30 | Неагу 7  | (14 : 16) | Штокшледер 10 | Спортски центар Борис Трајковски, Скопље Гледалаца: 770 Судије: Дупли, Победрина |
| 16. новембар 2022. 15:30 | 3× 1×    | Детаљи    | 2×            | Спортски центар Борис Трајковски, Скопље Гледалаца: 770 Судије: Дупли, Победрина |

| 16. новембар 2022. 18:00 | Холандија | 42 : 25   | Црна Гора   | Спортски центар Борис Трајковски, Скопље Гледалаца: 842 Судије: Бацковиж, Палачковић |
| 16. новембар 2022. 18:00 | Смитс 7   | (21 : 15) | Јауковић 11 | Спортски центар Борис Трајковски, Скопље Гледалаца: 842 Судије: Бацковиж, Палачковић |
| 16. новембар 2022. 18:00 | 4×        | Детаљи    | 4×          | Спортски центар Борис Трајковски, Скопље Гледалаца: 842 Судије: Бацковиж, Палачковић |

| 16. новембар 2022. 20:30 | Француска   | 36 : 23  | Шпанија  | Спортски центар Борис Трајковски, Скопље Гледалаца: 842 Судије: Антиж, Јаковљевић |
| 16. новембар 2022. 20:30 | Валентини 6 | (17 : 9) | Кампош 5 | Спортски центар Борис Трајковски, Скопље Гледалаца: 842 Судије: Антиж, Јаковљевић |
| 16. новембар 2022. 20:30 | 1×          | Детаљи   | 2×       | Спортски центар Борис Трајковски, Скопље Гледалаца: 842 Судије: Антиж, Јаковљевић |

|    | Репрезентација | Ут. | Поб. | Н. | Пор. | Пос. | При. | Гр. | Бод. |
| -- | -------------- | --- | ---- | -- | ---- | ---- | ---- | --- | ---- |
| 1. | Француска      | 5   | 5    | 0  | 0    | 153  | 108  | +45 | 10   |
| 2. | Црна Гора      | 5   | 3    | 0  | 2    | 138  | 151  | -13 | 6    |
| 3. | Холандија      | 5   | 2    | 1  | 2    | 152  | 144  | +12 | 5    |
| 4. | Немачка        | 5   | 2    | 0  | 3    | 135  | 137  | -2  | 4    |
| 5. | Шпанија        | 5   | 1    | 1  | 3    | 125  | 144  | -19 | 3    |
| 6. | Румунија       | 5   | 1    | 0  | 4    | 139  | 158  | -19 | 2    |

## Завршни круг
|  | Полуфинале   | Полуфинале |              |    | Финале | Финале |
|  |              |            |              |    |        |        |
|  | 18. новембар |            |              |    |        |        |
|  |              |            |              |    |        |        |
|  | Данска       | 27         |              |    |        |        |
|  | Данска       | 27         | 20. новембар |    |        |        |
|  | Црна Гора    | 25         |              |    |        |        |
|  | Црна Гора    | 25         | Данска       | 25 |        |        |
|  | 18. новембар |            | Данска       | 25 |        |        |
|  |              | Норвешка   | 27           |    |        |        |
|  | Норвешка     | Норвешка   | 27           | 28 |        |        |
|  | Норвешка     |            |              | 28 |        |        |
|  | Француска    | 20         |              |    |        |        |
|  | Француска    | 20         | За 3. место  |    |        |        |
|  |              |            |              |    |        |        |
|  | 20. новембар |            |              |    |        |        |
|  |              |            |              |    |        |        |
|  | Црна Гора    | 27 (п.п.)  |              |    |        |        |
|  | Црна Гора    | 27 (п.п.)  |              |    |        |        |
|  | Француска    | 25         |              |    |        |        |

### Полуфинале
| 18. новембар 2022. 17:45 | Данска | 27 : 23   | Црна Гора         | Арена Стожице, Љубљана Гледалаца: 3.600 Судије: А. Ковалкјук, И. Коваклкјук |
| 18. новембар 2022. 17:45 | Фрис 7 | (14 : 10) | Грбић, Јауковић 7 | Арена Стожице, Љубљана Гледалаца: 3.600 Судије: А. Ковалкјук, И. Коваклкјук |
| 18. новембар 2022. 17:45 | 5×     | Детаљи    | 4×                | Арена Стожице, Љубљана Гледалаца: 3.600 Судије: А. Ковалкјук, И. Коваклкјук |

| 18. новембар 2022. 20 : 30 | Норвешка | 28 : 20   | Француска | Арена Стожице, Љубљана Гледалаца: 3.600 Судије: Мерц, Кутлер |
| 18. новембар 2022. 20 : 30 | Морк 8   | (12 : 11) | Зади 5    | Арена Стожице, Љубљана Гледалаца: 3.600 Судије: Мерц, Кутлер |
| 18. новембар 2022. 20 : 30 | 1×       | Детаљи    | 2×        | Арена Стожице, Љубљана Гледалаца: 3.600 Судије: Мерц, Кутлер |

### Утакмица за пето место
| 18. новембар 2022. 15:00 | Шведска  | 37 : 32   | Холандија       | Арена Стожице, Љубљана Гледалаца: 3.600 Судије: М. Са, В. Са |
| 18. новембар 2022. 15:00 | Хагман 9 | (21 : 16) | 3 играчице по 5 | Арена Стожице, Љубљана Гледалаца: 3.600 Судије: М. Са, В. Са |
| 18. новембар 2022. 15:00 | 4×       | Детаљи    | 3× 1×           | Арена Стожице, Љубљана Гледалаца: 3.600 Судије: М. Са, В. Са |

### Утакмица за треће место
| 20. новембар 2022. 17:45 | Црна Гора             | 27 : 25 (п.п.) | Француска          | Арена Стожице, Љубљана Гледалаца: 5.380 Судије: Праштало, Балван |
| 20. новембар 2022. 17:45 | Јауковић, Радичевић 6 | (13 : 12)      | Граније, Нзе Минко | Арена Стожице, Љубљана Гледалаца: 5.380 Судије: Праштало, Балван |
| 20. новембар 2022. 17:45 | 5×                    | Детаљи         | 6× 1×              | Арена Стожице, Љубљана Гледалаца: 5.380 Судије: Праштало, Балван |

### Финале
| 20. новембар 2022. 20:30 | Данска    | 25 : 27   | Норвешка | Арена Стожице, Љубљана Гледалаца: 5.380 Судије: Алварез, Бустаманте |
| 20. новембар 2022. 20:30 | Баргорд 6 | (15 : 12) | Мерк 8   | Арена Стожице, Љубљана Гледалаца: 5.380 Судије: Алварез, Бустаманте |
| 20. новембар 2022. 20:30 | 2× 1×     | Детаљи    | 3× 1×    | Арена Стожице, Љубљана Гледалаца: 5.380 Судије: Алварез, Бустаманте |

| 2° место Данска | Победник 15. Европског првенства у рукомету за жене 2022. Норвешка 9° титула | 3° место Црна Гора |

## Коначан пласман
| Позиција                   | Репрезентација     | ОУ | П  | Н | ПО | Пос. | Прим. | ГР  | Напомена                                                                        |
| -------------------------- | ------------------ | -- | -- | - | -- | ---- | ----- | --- | ------------------------------------------------------------------------------- |
| Финале                     |                    |    |    |   |    |      |       |     |                                                                                 |
|                            | Норвешка           | 8  | 7  | 0 | 1  | 239  | 190   | +49 | Квалификовала се за Светско првенство 2023, ОИ 2024. и Европско првенство 2024. |
|                            | Данска             | 8  | 6  | 0 | 2  | 223  | 195   | +28 | Квалификовали се за Светско првенство 2023.                                     |
| Елиминисани у полуфиналу   |                    |    |    |   |    |      |       |     | Квалификовали се за Светско првенство 2023.                                     |
|                            | Црна Гора          | 8  | 5  | 0 | 3  | 214  | 226   | -12 | Квалификовали се за Светско првенство 2023.                                     |
| 4.                         | Француска          | 8  | 6  | 0 | 2  | 222  | 177   | +45 | Квалификовали се за Светско првенство 2023.                                     |
| Утакмица за пето место     |                    |    |    |   |    |      |       |     | Квалификовали се за Светско првенство 2023.                                     |
| 5.                         | Шведска            | 7  | 5  | 0 | 2  | 206  | 179   | +27 | Квалификовали се за Светско првенство 2023.                                     |
| 6.                         | Холандија          | 7  | 3  | 1 | 3  | 214  | 196   | +18 | Квалификовали се за Светско првенство 2023.                                     |
| Елиминисани у другом кругу |                    |    |    |   |    |      |       |     |                                                                                 |
| 7.                         | Немачка            | 6  | 3  | 0 | 3  | 160  | 160   | 0   |                                                                                 |
| 8.                         | Словенија          | 6  | 3  | 0 | 3  | 151  | 156   | -5  |                                                                                 |
| 9.                         | Шпанија            | 6  | 1  | 1 | 4  | 146  | 166   | -20 |                                                                                 |
| 10.                        | Хрватска           | 6  | 1  | 1 | 4  | 132  | 159   | -27 |                                                                                 |
| 11.                        | Мађарска           | 6  | 2  | 0 | 4  | 154  | 165   | -11 |                                                                                 |
| 12.                        | Румунија           | 6  | 2  | 0 | 4  | 170  | 181   | -11 |                                                                                 |
| Елиминисани у првом кругу  |                    |    |    |   |    |      |       |     |                                                                                 |
| 13.                        | Пољска             | 3  | 1  | 0 | 2  | 68   | 72    | -4  |                                                                                 |
| 14.                        | Швајцарска         | 3  | 0  | 1 | 2  | 75   | 97    | -22 |                                                                                 |
| 15.                        | Србија             | 3  | 0  | 0 | 3  | 66   | 88    | -22 |                                                                                 |
| 16.                        | Северна Македонија | 3  | 0  | 0 | 3  | 52   | 85    | -33 |                                                                                 |
|                            | Укупно             | 94 | 45 | 4 | 45 | 2492 | 2492  | 0   |                                                                                 |

## Статистика
Најбољи тим Европског првенства 2022. је: 
- Голман:  Клеопатра Дарло
- Лево крило:  Ема Фрис
- Леви бек:  Кристина Неагу
- Пивот:  Паулета Фопа
- Средњи бек:  Стине Бредал Офтедал
- Десни бек:  Катрин Клујбер
- Десно крило:  Јованка Радичевић
- Најбоља одбрамбена играчица:  Катрина Хеиндал